# Vojteh Cestnik
Vojteh Cestnik, slovenski veterinar, * 10. oktober 1948, Ljubljana.
Po diplomi 1974 na ljubljanski Biotehniški fakulteti je leta 1984 doktoriral na Veterinarski fakulteti v Zagrebu. V študijskem letu 1992/1993 se je strokovno  izpoplnjeval v Glasgowu. Od 1975 je zaposlen na Biotehniški fakulteti v Ljubljani oziroma na Veterinarski fakulteti, od 1996 kot redni profesor.  V raziskovalnem delu se je posvetil fiziologiji domačih živali. Večinoma s sodelavci je objavil več kot 50 znanstvenih in več kot 30 strokovnih člankov ter več univerzitetnih učbenikov. Leta 1995 je postal tudi glavni urednik Veterinarskih novic.